# ولاية مدنين
ولاية مدنين هي إحدى ولايات الجمهورية التونسية الأربع والعشرين. وتوجد بالجنوب الشرقي للبلاد. أهم المدن الراجعة للولاية هي: بنقردان، مدنين، جرجيس، جربة. وتعد الولاية أكثر من 479 ألف ساكن حسب إحصائيات 2014. وتبلغ مساحتها الجملية 9167 كم². وتتمتع الولاية بتنوع تضاريسها الجغرافية: الجبلية والسهلية والساحلية.

## تعريف الولاية
- إحداث الولاية: 21 جوان 1956
- المساحة: 9167 كلم مربّع
- السكان: 479520 ساكن حسب تعداد سنة 2014
- عدد المعتمديات: 9
- عدد البلديات: 10
- أكبر معتمدية: بنقردان من حيث المساحة وعدد السكان.
- أصغر معتمدية: أجيم من حيث المساحة وعدد السكان.

## التوزع السكاني
بلغ عدد سكان ولاية مدنين 479520 ساكن حسب إحصائيات سنة 2014.
| المعتمدية                      | عدد السكان (2014) | المساحة (كم²) |
| ------------------------------ | ----------------- | ------------- |
| بنقردان                        | 79٬912            | 4807          |
| بني خداش                       | 25٬885            | 1360          |
| جربة أجيم                      | 24٬294            | 159           |
| جربة حومة السوق                | 75٬904            | 163           |
| جربة ميدون                     | 63٬528            | 189           |
| مدنين الشمالية                 | 54٬769            | 334           |
| مدنين الجنوبية                 | 54٬640            | 734           |
| سيدي مخلوف                     | 25٬206            | 659           |
| جرجيس                          | 75٬382            | 886           |
| المجموع                        | 479٬520           | 9167          |
| المصدر : المعهد الوطني للإحصاء |                   |               |

## الاقتصاد
يتركز اقتصادها خاصةً على الفلاحة (الزيتون، الحبوب، تربية المواشي وصيد الأسماك) والسياحة (أكثر من 150 وحدة سياحية معظمها بجزيرة جربة..) والصناعة (أهمها:الآجر، الخزف، الرخام..) والتجارة مع الجارة ليبيا خاصةً بمدينة بنقردان.

## الشواطئ
تمتلك ولاية مدنين أفضل الشواطى بالجمهورية إذ تختص بطول سواحلها وبجمال رمالها:
- بنقردان: شاطئ مرسى القصيبة، شاطئ بوقرنين، شاطئ جنيّح، شاطئ الكتف، شاطئ الصٌلب.
- جرجيس: شاطئ سنية.
- جربة: شاطئ رأس الرمل بحومة السوق والياتي بميدون.
- مدنين: شاطئ بوغرراة.
- سيدي مخلوف: شاطئ الجرف.

## موانئ الولاية
- ميناء بنقردان - الكتف
- ميناء جرجيس
- ميناء حسي جلابة
- ميناء بوغرارة
- ميناء القرين
- ميناء حومة السوق
- ميناء أغير
- ميناء أجيم

## الرياضة
- الاتحاد الرياضي ببنقردان
- جمعية أولمبيك بنقردان
- النجم الرياضي ببنقردان
- الترجي الرياضي الجرجيسي
- الزيتونة الرياضية بشماخ
- نادي أولمبيك مدنين
- الجمعية الرياضية بجربة
- الأمل الرياضي بجربة
- الاتحاد الرياضي بأجيم جربة

## المواقع التاريخية
و هي جكتيس (آثار رومانية) و الغريبة بجربة والتي تعدّ مزار الحجاج اليهود ومن الأماكن المقدسة بالنسبة لليهود يحجون إليها ويعدونها مقبرة جدتهم الأولى التي كانت غريبة في هذا المكان ومن هذا سمي المكان والتي ماتت في ظروف غريبة ومريبة كثرت علنها القصص.

## توأمة
الولاية توأمة مع:
- إقليم إيرو ( فرنسا)
- مقاطعة كورسيكا ( فرنسا)
- مقاطعة سرقوسة ( إيطاليا)

## من أعلام الولاية
| - أحمد عياض الودرني - رياض بالطيب - فتحي الجراي - وديع الجريء | - الشاذلي العروسي - علي العريض - مبروك كرشيد - نور الدين السالمي | - أحمد فريعة - سالم الأبيض - سميرة مرعي - أحمد إبراهيم | - صالح بن يوسف - البشير بن يحمد - عروسية النالوتي - الصادق بن جمعة |